# 谢尔盖·托尔斯托夫

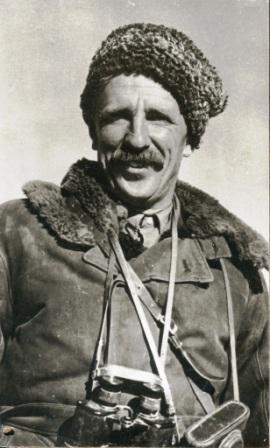
1951年的谢尔盖·托尔斯托夫

谢尔盖·帕夫洛维奇·托尔斯托夫（俄语：Сергей Павлович Толстов，1907年—1976年12月28日）是俄罗斯和苏联的民族学家、考古学家和东方史学家。也是苏联民族学的奠基人之一。他主持了苏联著名的花剌子模考古，期间发掘了前1世纪至6世纪的花剌子模王国都城遗址托普拉克卡拉城址。

## 生平
谢尔盖·托尔斯托夫1907年2月7日（俄历1月25日）出生于圣彼得堡的一个乌拉尔河哥萨克的军官家庭，其父帕维尔·谢尔盖耶维奇·托尔斯托夫（Павел Сергеевич Толстов）在其少年时便因结核病离世（1916年11月23日）。于是谢尔盖与其兄便参军，1917年俄国爆发革命之后，他前往奥伦堡的一个学校学习，后进入莫斯科的一家孤儿院。1923年，谢尔盖·托尔斯托夫进入莫斯科国立大学学习物理及数学，但之后转到了历史-民族学系的人类学专业，并于1930年毕业。1934年，他结业于国立物质文化史研究院研究生部中亚历史与考古专业。
从1937年开始，他便带领考察队在花剌子模地区进行考古及民族学调查，直至1969年。
在其晚年，他因中风而无法进行工作，并于1976年12月28日逝世于莫斯科。